# Iwájú
Iwájú är en amerikansk datoranimerad TV-serie som hade premiär den 28 februari 2024 på strömningstjänsten Disney+. Serien är skapad av Ziki Nelson som även svarat för seriens regi.

## Handling
Serien utspelar sig i ett framtida Lagos, Nigeria och kommer att kretsa kring Tola, en ung arvtagerska från en förmögen ö, och hennes bästa vän, den fattige Kole, som är en självlärd teknikexpert. och kärleksfull son från fastlandet. Serien utforskar teman såsom klass och oskuld som utmanar status quo.

## Rollista (i urval)
- Simisola Gbadamosi – Tola
- Dayo Okeniyi
- Femi Branch
- Siji Soetan – Kole
- Weruche Opia